# Пионер-0
Пионер-0 (англ. Pioneer 0, Thor-Able 1) — американский зонд для исследования Луны с её орбиты. Первый аппарат, запущенный в рамках программы «Пионер», первый аппарат в мире, стартовавший к другому небесному телу, в рамках первого Международного геофизического года (МГГ) должен был первым выйти на орбиту Луны. Был оборудован телевизионной камерой, магнитометром и датчиком микрометеоритов. Запуск аппарата окончился неудачей: на второй минуте полёта взорвалась первая ступень ракеты-носителя Тор-Эйбл. Должен был получить название «Пионер» или «Пионер-1», но из-за аварии имя так и не было присвоено.

## Конструкция
Зонд «Пионер-0» конструктивно представлял цилиндр, приборы крепились по окружности на внутренней стенке, с обеих сторон цилиндр оканчивался усечёнными конусами высотой 17 см. Диаметр цилиндра — 74 см, высота корпуса — 76 см. Вдоль оси аппарата по центру проходила цилиндрическая рама двигательной установки, она образует основной конструктивный элемент зонда и выходит за пределы нижнего конуса корпуса. С нижнего конца рамы крепится двигательная установка корректировки скорости весом 11 кг. Она состоит из восьми небольших твердотопливных двигателей, установленных в кольцевом узле, который можно было сбросить после использования. Из переднего конуса корпуса выглядывало сопло небольшого твердотопливного тормозного двигателя, включением которого планировалось выйти на орбиту Луны. Корпус был изготовлен из многослойного пластика и был покрыт светлыми и тёмными полосами для регулирования температуры.
Научные приборы занимали вес 11,3 кг и состояли из:
- инфракрасная сканирующая система для получения изображения Луны, особенно её не видимой с Земли части. Система разработана предприятием Naval Ordnance Test Station (NOTS). Приёмник изображения был расположен на поверхности нижнего конуса и мог сканировать лишь один пиксель. Вращение аппарата вокруг оси формировало строки изображения, а движение зонда по орбите позволяло составить из строк целое изображение[3].
- Сборка из диафрагмы и микрофона для детектирования микрометеоритов. Микрометеорит, попадающий в металлическую диафрагму, расположенную на части поверхности бокового цилиндра, возбуждал в ней акустические колебания. К микрофону был подключен полосовой усилитель, чтобы иметь возможность засекать даже самые маленькие микрометеориты[3].
- Магнитометр с поисковой катушкой и нелинейным усилителем для измерения магнитного поля Земли, Луны и межпланетной среды. В то время не было известно, есть ли у Луны собственное магнитное поле[3].
- Два термодатчика разных типов для измерения температуры внутри корпуса зонда[3].

На зонде стояли три типа электрических аккумуляторов — никель-кадмиевые для запуска двигателей, серебряно-цинковые для телевизионной системы и ртутно-цинковые для остальных систем. Радиопередача осуществлялась на частоте 108,06 МГц, стандартной частоте, используемой спутниками в Международном геофизическом году. Два комплекта антенн — электрическая дипольная, два штыря на нижнем конусе, использовалась для передачи телеметрии и приёма команд с Земли на частоте 115 МГц; магнитная дипольная антенна, спрятанная под верхним конусом, применялась для передачи сигнала телевизионной системы.

## Запуск и авария
«Пионер-0» был запущен ракетой «Тор» № 127 в 12:18:00 UTC 17 августа 1958 года под управлением ВВС США, с опозданием всего 4 минуты от запланированного времени запуска. Через 73,6 секунды после старта на высоте 16 километров над Атлантическим океаном первая ступень ракеты-носителя «Тор-Эйбл» взорвалась. Предполагалось, что неисправность произошла из-за ослабленного подшипника турбонасоса, что привело к остановке насоса для подачи жидкого кислорода. Резкая потеря тяги привела к тому, что «Тор-Эйбл» потерял управление ориентацией и наклонился вниз, что вызвало разрыв бака окислителя от аэродинамических нагрузок и полное разрушение ракеты-носителя. Неустойчивые телеметрические сигналы поступали от полезной нагрузки и верхних ступеней в течение 123 секунд после взрыва, а верхние ступени отслеживались для воздействия на океан. Первоначально планировалось, что зонд совершит полет к Луне длительностью 2,6 дня, после чего твердотопливный двигатель TX-8-6 выдаст тормозной импульс, обеспечивающий переход на лунную орбиту высотой 29 000 километров (18 000 миль), на которой зонд должен был функционировать около двух недель. Представители ВВС заявили, что они не были удивлены неудачей, добавив, что «было бы больше шока, если бы миссия была успешной».
Это единственная миссия программы «Пионер», которую выполняли Военно-воздушные силы США. В дальнейшем программа «Пионер» была передана НАСА.